# Weiermattbrücke
Die Weiermattbrücke (ältere Schreibweise Weihermattbrücke) ist eine Strassenbrücke im Schweizer Kanton Basel-Landschaft. Sie überführt die Autobahn A2 von Norden nach Süden gesehen, zuerst über den Weiermattweg und dann über die Ergolz sowie über die Autobahn A22 vor dem Anschluss «Sissach». Sie ist eines von vielen Ingenieurbauwerken der A2 im Juragebirge.

## Beschreibung
Das 340 Meter lange Bauwerk befindet sich auf der Grenze zwischen den Baselländer Gemeinden Sissach und Itingen. Es besteht aus zwei separaten, nebeneinander errichteten Viadukten für die beiden Richtungsfahrbahnen. Die zwei achtfeldrigen Brücken bestehen je aus sieben Stahlbetonpfeilern und einem Durchlaufträger, der als Betonhohlkasten ausgeführt ist; die zwei Brücken haben auf beiden Seiten betonierte Brüstungen. Der freie Zwischenraum zwischen den Brücken wurde später aus Sicherheitsgründen abgedeckt.
Nach dem Bau der Widerlager und der Pfeiler wurden die Brücken im Freivorbau errichtet. Mit dem Bau wurde eine Arbeitsgemeinschaft der Unternehmen Hatt-Haller und Schafir & Mugglin beauftragt.
Die Weihermatt, auf welcher die Brücke teilweise steht, ist ein Gebiet in der Talfläche rechts von der Ergolz und noch heute ein Landwirtschaftsbetrieb zwischen den stark gewachsenen Siedlungen von Sissach und Itingen.
Die Autobahn überquert das etwa 700 Meter breite Ergolztal nicht als durchgehende Talbrücke, sondern liegt in der Mitte der Talebene auf einem künstlichen Damm mit der Anschlussstelle «Sissach». Nordwestlich des Dammes steht die Weiermattbrücke schräg über der rechten Hälfte des Tales an der Ergolz. Südöstlich der Autobahnzufahrt «Sissach» überquert die Autobahn die linke Talseite auf der Lindenackerbrücke, die 400 Meter von der Weiermattbrücke entfernt ist und die Hochleistungsstrasse direkt zu den Nordportalen des zweiröhrigen Ebenraintunnels führt. Diese zweite Autobahnbrücke überquert die Hauptstrasse 2 und die Bahnstrecke Basel-Olten.
Die Weiermattbrücke verläuft von der Autobahnzufahrt aus (372 m ü. M.) etwas ansteigend in einem leicht gekrümmten Verlauf in nordwestlicher Richtung zum Abhang des Limpergs, an dem noch bis in der ersten Hälfte des 20. Jahrhunderts viele Rebbergflächen bewirtschaftet wurden; einzelne Rebberge wurden in jüngster Zeit neben der Autobahn neu angelegt. Neben der Autobahn liegt nahe am Brückenende auf 380 m ü. M. der Rastplatz «Sonnenberg»; an dieser Stelle überquert der Sonnenbergweg die Autobahn. Einen Kilometer weiter nordwestlich beginnt der Arisdorftunnel.
Die Strassenseite Richtung Süden hat auf der Brücke zwei Fahrstreifen und einen Pannenstreifen; die andere Brückenseite ist dreispurig, weil sie neben den zwei Fahrstreifen noch einen Beschleunigungsstreifen nach der Autobahnauffahrt und gleich danach vor dem Rastplatz einen Verzögerungsstreifen sowie einen schmalen Pannenstreifen umfasst.

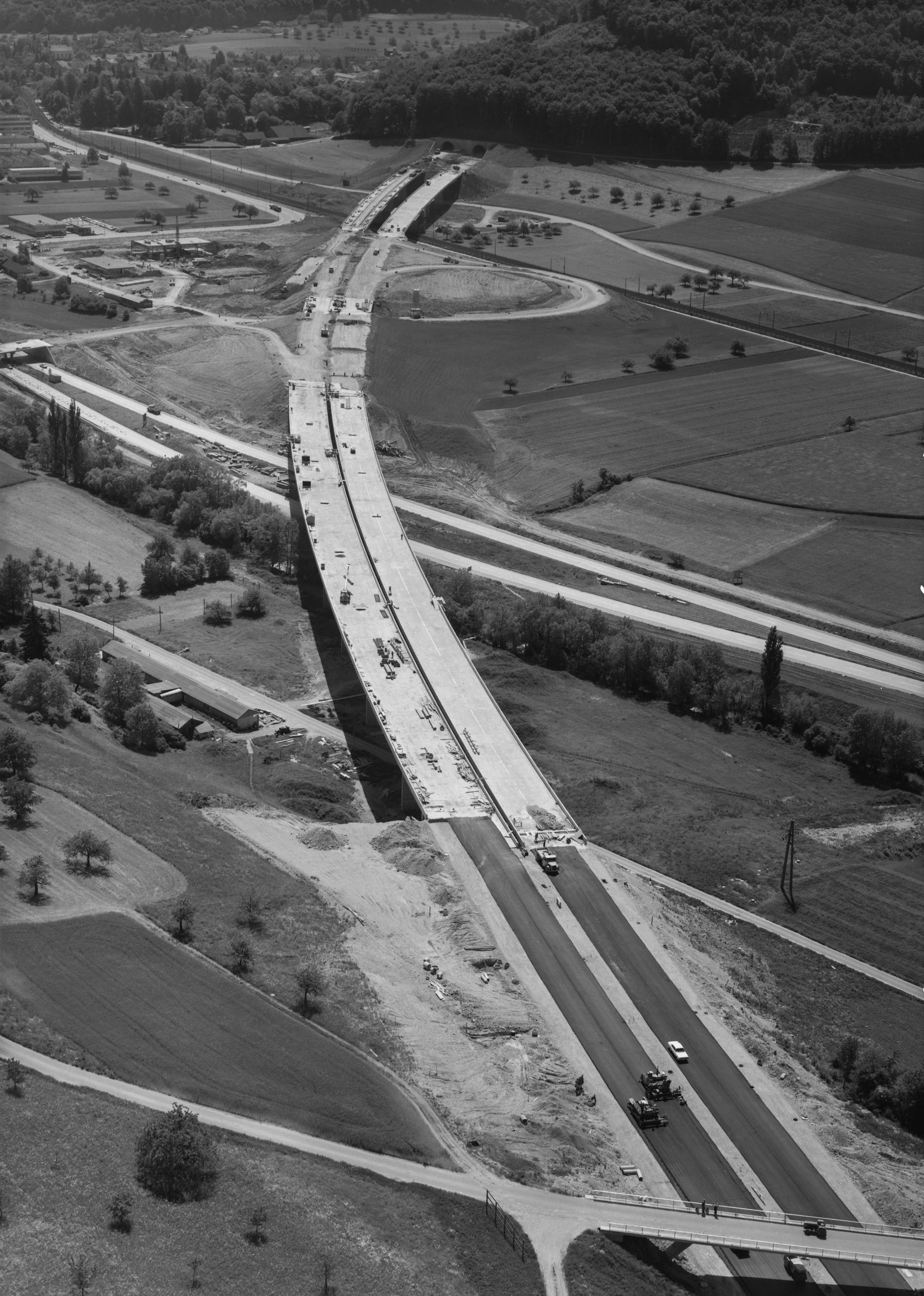
Brückenbaustelle (1970)
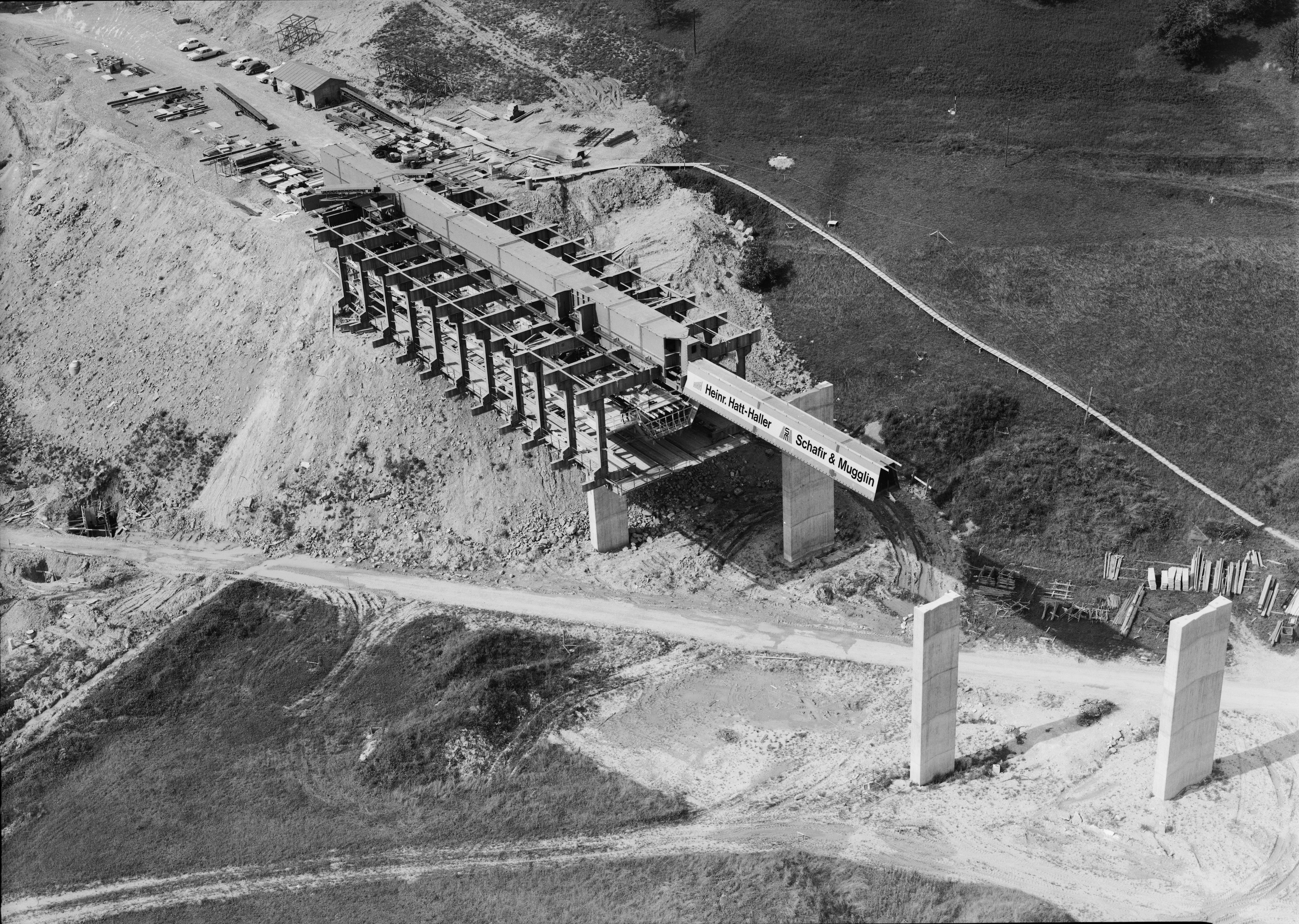
Baubeginn des Hohlkastenträgers der Brücke Richtung Süden
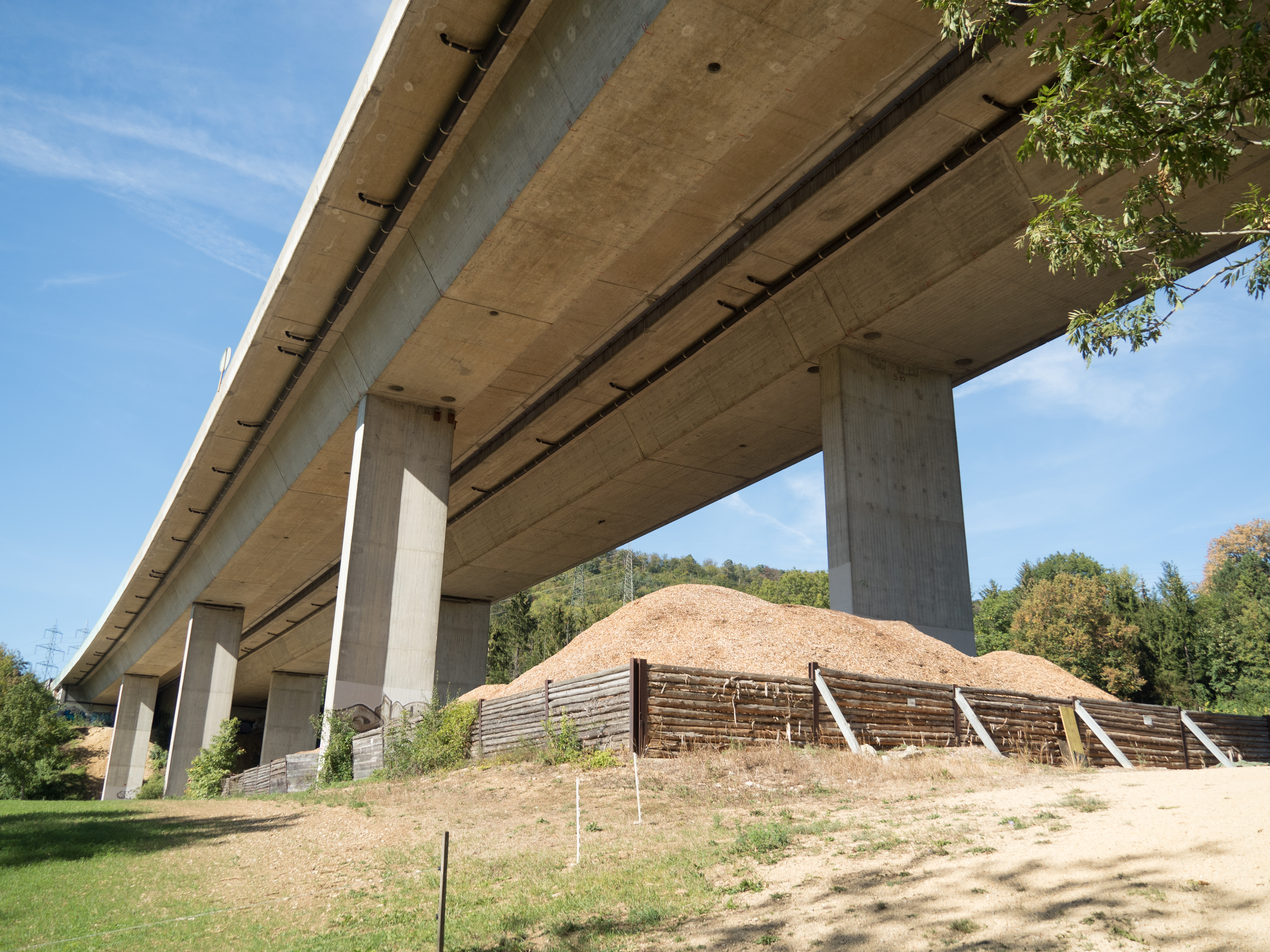
Untersicht der Brücke